# Nova Bus
Nova Bus – kanadyjski producent autobusów miejskich z siedzibą w Saint-Eustache, w prowincji Quebec. Przedsiębiorstwo założone zostało w 1992 roku, a od 2004 roku jest częścią grupy Volvo AB.